# Olimpiadi degli scacchi del 1960
Le Olimpiadi degli scacchi del 1960 furono la quattordicesima edizione ufficiale (organizzata dalla FIDE) della competizione. Si tennero a Lipsia dal 26 ottobre al 9 novembre, per la seconda volta consecutiva in Germania (sebbene Monaco di Baviera, la sede precedente, fosse in Germania Ovest e Lipsia in Germania Est). Contemporaneamente fu organizzata anche una mostra sulla storia degli scacchi che ebbe grande successo. L'unico torneo previsto era quello open.

## Torneo
Parteciparono 232 giocatori di 40 nazioni, che furono divisi in quattro gironi da dieci squadre; al termine di questo primo raggruppamento furono previste tre finali (una per i primi tre classificati di ogni gruppo, una per i successivi tre, l'ultima per gli altri quattro): essendo la finale C composta da 16 squadre anziché 12, invece di un girone all'italiana fu utilizzato il sistema svizzero, in modo da far giocare lo stesso numero di partite ad ogni nazione.
La squadra dell'Unione Sovietica comprendeva quattro giocatori che erano o sarebbero stati campioni del mondo: Tal', Botvinnik, Smyslov e Petrosian; la prima scacchiera degli Stati Uniti era invece un giovane (diciassette anni) Bobby Fischer: non accettando di perdere la prima scacchiera, il Grande maestro Samuel Reshevsky rifiutò la convocazione.

### Prima fase
Nella tabella seguente sono elencati i gruppi in cui vennero divise le squadre. In grassetto sono evidenziate le squadre qualificate alla finale A, in corsivo quelle qualificate alla finale B.
| Gruppo 1     | Gruppo 2         | Gruppo 3       | Gruppo 4       |
| ------------ | ---------------- | -------------- | -------------- |
| Albania      | ' Argentina      | Bolivia        | Belgio         |
| Bulgaria     | Austria          | Cecoslovacchia | Cile           |
| Finlandia    | Filippine        | Danimarca      | Cuba           |
| Francia      | India            | Grecia         | Ecuador        |
| Germania Est | Italia           | Inghilterra    | Germania Ovest |
| Indonesia    | Monaco           | Islanda        | Irlanda        |
| Israele      | Paesi Bassi      | Mongolia       | Libano         |
| Jugoslavia   | Polonia          | Svezia         | Romania        |
| Malta        | Portogallo       | Tunisia        | Spagna         |
| Norvegia     | Unione Sovietica | Ungheria       | Stati Uniti    |

Nel primo gruppo non ci fu battaglia per le prime tre posizioni, mentre l'Indonesia e Israele combattevano per l'accesso alla finale B, che fu infine guadagnato da quest'ultima. Nel girone 2, dietro Unione Sovietica e Argentina, si confrontarono Paesi Bassi, Austria e Polonia per il terzo posto nella finale A: per la qualificazione della prima furono decisive due consecutive vittorie degli olandesi per 3,5-0,5 contro l'Austria e l'Italia negli ultimi turni.
Le qualificazioni del gruppo 3 furono decise quando la Cecoslovacchia batté la Svezia per 4-0; nell'ultimo girone ci fu battaglia tra Cile, Spagna e Romania; la prima perse le speranze quando fu battuta per 4-0 dagli Stati Uniti, mentre le altre due pareggiarono all'ultimo turno, qualificando i rumeni.

### Seconda fase
La medaglia d'oro andò ai sovietici, che sbaragliarono la concorrenza già nei primi turni, battendo le rivali più temibili (Jugoslavia, Stati Uniti, Ungheria e Argentina - le ultime due per 3,5-0,5) già nei primi turni. Il loro trionfo fu aumentato dalle medaglie individuali: tutti i giocatori vinsero una medaglia, e quattro di essi l'oro. Gli Stati Uniti arrivarono secondi senza rischiare molto, a cinque punti dai sovietici ma con due punti di vantaggio sugli iugoslavi, che ottennero il bronzo.
Il risultato dell'Argentina fu invece deludente, in quanto ottennero solamente l'ottavo posto, mentre i padroni di casa della Germania Est peggiorarono rispetto all'edizione precedente dal sesto al nono posto, e arrivarono dietro i tedeschi dell'ovest.

### Risultati assoluti
| Pos.     | Squadra          | Scacchiere           | Scacchiere              | Scacchiere            | Scacchiere             | Scacchiere           | Scacchiere                          | Punti    |
| Pos.     | Squadra          | Prima                | Seconda                 | Terza                 | Quarta                 | Quinta (1ª riserva)  | Sesta (2ª riserva)                  | Punti    |
| Finale A | Finale A         | Finale A             | Finale A                | Finale A              | Finale A               | Finale A             | Finale A                            | Finale A |
| -------- | ---------------- | -------------------- | ----------------------- | --------------------- | ---------------------- | -------------------- | ----------------------------------- | -------- |
|          | Unione Sovietica | GM Michail Tal'      | GM Michail Botvinnik    | GM Paul Keres         | GM Viktor Korčnoj      | GM Vasilij Smyslov   | GM Tigran Petrosyan                 | 34       |
|          | Stati Uniti      | GM Robert Fischer    | GM William Lombardy     | MI Robert Byrne       | GM Artur Bisguier      | GM Nicolas Rossolimo | Raymond Weinstein                   | 29       |
|          | Jugoslavia       | GM Svetozar Gligorić | GM Aleksandar Matanović | GM Borislav Ivkov     | MI Mario Bertok        | Mato Damjanović      | Milan Vukčević                      | 27       |
| 4        | Ungheria         | GM László Szabó      | MI Lajos Portisch       | GM Gedeon Barcza      | MI István Bilek        | Levente Lengyel      | MI Gyula Kruger                     | 22,5     |
| 5        | Cecoslovacchia   | GM Luděk Pachman     | GM Miroslav Filip       | MI Jiří Fichtl        | Vlastimir Hort         | MI Július Kozma      | Maximilián Ujtelky                  | 21,5     |
| 6        | Bulgaria         | MI Milko Bobocov     | Nikola Pădevski         | MI Oleg Nejkirh       | MI Atanas Kolarov      | MI Nikolaj Minev     | MI Zdravko Milev                    | 21       |
| 7        | Argentina        | GM Miguel Najdorf    | GM Erich Elikases       | MI Bernardo Wexler    | Osvaldo Bazán          | Samuel Schweber      | Alberto Foguelman                   | 20,5     |
| 8        | Germania Ovest   | GM Wolfgang Unzicker | GM Lothar Schmidt       | MI Klaus Darga        | Heinz Lehmann          | Wolfram Bialas       | MI Gerhard Pfeiffer                 | 19,5     |
| Finale B |                  |                      |                         |                       |                        |                      |                                     |          |
| 13       | Svezia           | GM Gideon Ståhlberg  | MI Erik Lundin          | Martin Johansson      | Zandor Nilsson         | Kristian Sköld       | Sven Buskenström                    | 27,5     |
| 14       | Israele          | MI Yosef Porath      | MI Moshe Czerniak       | Izak Aloni            | Raaphi Persitz         | Yair Kraidman        | Emanuel Guthi                       | 26,5     |
| 15       | Austria          | MI Karl Robatsch     | MI Alfred Beni          | MI Josef Lovkenc      | Karl Janetschek        | Kurt Kaliwoda        | Werner Groiss                       | 24,5     |
| Finale C |                  |                      |                         |                       |                        |                      |                                     |          |
| 25       | Filippine        | Florencio Campomanes | Melitón Borja           | Renato Naranja        | Ruben Rejes            | Edgar De Castro      | Gary Villanueva, Secundino Avecilla | 28,5     |
| 26       | Indonesia        | Max Wotulo           | Arovah Bachtiar         | Abubakar Baswedan     | Tan Hiong Liong        | Hasian Panggabenan   |                                     | 27,5     |
| 27       | Mongolia         | Naidan Namzhil       | Suren Momo              | Gonchich Chalkhasuren | Lhamsuren Myagmarsuren | Baldandorsh          | G. Badamgarav                       | 27,5     |

### Risultati individuali
Furono assegnate medaglie ai giocatori di ogni scacchiera con le tre migliori percentuali di punti per partita.
|                                | Giocatore              | Punti            | Partite          | %                |
| Prima scacchiera               | Prima scacchiera       | Prima scacchiera | Prima scacchiera | Prima scacchiera |
| ------------------------------ | ---------------------- | ---------------- | ---------------- | ---------------- |
|                                | Karl Robatsch          | 13,5             | 16               | 84,4             |
|                                | Michail Tal'           | 11               | 15               | 73,3             |
|                                | Bobby Fischer          | 13               | 18               | 72,2             |
| Seconda scacchiera             |                        |                  |                  |                  |
|                                | Michail Botvinnik      | 10,5             | 13               | 80,8             |
|                                | Arinbjörn Guðmundsson  | 11,5             | 16               | 71,9             |
|                                | Arturo Pomar           | 8,5              | 12               | 70,8             |
| Terza scacchiera               |                        |                  |                  |                  |
|                                | Paul Keres             | 10,5             | 13               | 80,8             |
|                                | Robert Byrne           | 12               | 15               | 80,0             |
|                                | Borislav Ivkov         | 12               | 16               | 75,0             |
| Quarta scacchiera              |                        |                  |                  |                  |
|                                | Lhamsuren Myagmarsuren | 16,5             | 20               | 82,5             |
|                                | Tan Hiong Liong        | 16,5             | 20               | 82,5             |
|                                | Viktor Korčnoj         | 10,5             | 13               | 80,8             |
| Quinta scacchiera (1ª riserva) |                        |                  |                  |                  |
|                                | Vasilij Smyslov        | 11,5             | 13               | 88,5             |
|                                | Mato Damjanović        | 7                | 10               | 70,0             |
|                                | Samuel Schweber        | 7                | 10               | 70,0             |
| Sesta scacchiera (2ª riserva)  |                        |                  |                  |                  |
|                                | Tigran Petrosyan       | 12               | 13               | 92,3             |
|                                | Emanuel Guthi          | 9                | 13               | 69,2             |
|                                | Gyula Kluger           | 6,5              | 10               | 65,0             |

#### Medaglie individuali per nazione
| Nazione          |   |   |   | Totali |
| ---------------- | - | - | - | ------ |
| Unione Sovietica | 4 | 1 | 1 | 6      |
| Austria          | 1 | 0 | 0 | 1      |
| Mongolia         | 1 | 0 | 0 | 1      |
| Indonesia        | 1 | 0 | 0 | 1      |
| Stati Uniti      | 0 | 1 | 1 | 2      |
| Jugoslavia       | 0 | 1 | 1 | 2      |
| Islanda          | 0 | 1 | 0 | 1      |
| Argentina        | 0 | 1 | 0 | 1      |
| Israele          | 0 | 1 | 0 | 1      |
| Spagna           | 0 | 0 | 1 | 1      |
| Ungheria         | 0 | 0 | 1 | 1      |